# Escut de Campdevànol

Escut oficial de Campdevànol

L'escut oficial de Campdevànol té el següent blasonament:
Escut caironat: d'argent, una palmera arrencada de sinople. Per timbre, una corona mural de poble.

## Història
Va ser aprovat el 29 de gener de 1988 i publicat al DOGC el 24 de febrer del mateix any amb el número 957.
La palmera és el senyal tradicional del municipi, i representa sant Cristòfol, patró del poble.